# Saint-Nicolas-d'Attez
Saint-Nicolas-d'Attez è un comune francese di 147 abitanti situato nel dipartimento dell'Eure nella regione della Normandia.

## Società

### Evoluzione demografica
Abitanti censiti